# Barbucca diabolica
Barbucca diabolica es una especie de peces de la familia Balitoridae en el orden de los Cypriniformes.

## Alimentación
Come pequeños invertebrados, algas y detritus.

## Morfología
• Los machos pueden llegar alcanzar los 2,3 cm de longitud total.

## Distribución geográfica
Se encuentran en Asia: Península de Malaca y oeste de Borneo (río Kapuas ).

## Hábitat
Es un pez de agua dulce y de clima tropical.